# Сан-Джорджо-делле-Пертиче
Сан-Джорджо-делле-Пертике (итал. San Giorgio delle Pertiche) — коммуна в Италии, располагается в провинции Падуя области Венеция.
Население составляет 7829 человек, плотность населения составляет 435 чел./км². Занимает площадь 18 км². Почтовый индекс — 35010. Телефонный код — 049.
Покровителем коммуны почитается святой Георгий, празднование 23 апреля.